# 达尔罕茂明安联合旗
达尔罕茂明安联合旗，简称达茂旗，是中国内蒙古自治区包头市下辖的一个旗。与蒙古国东戈壁省哈腾布拉格县接壤，旗人民政府駐百靈廟鎮。

## 历史

中華民國時期，達爾罕茂明安聯合旗屬绥远特别区、綏遠省管轄

该地历史上长期为塞外游牧民族的牧场，民族文化源远流长。明中后期为俺答汗的土默特蒙古辖地。清代，旗境分属喀尔喀右翼旗和茂明安旗，归于乌兰察布盟。
民初，该地的蒙古王公仍然保留，喀尔喀右翼旗改用其俗称达尔罕旗。抗日战争时期被日军占领，归属德王的蒙疆聯合自治政府统治，1936年2月乌兰夫等中共党员在旗境内的百灵庙发动保安团兵变，即“百灵庙暴动”。同年11月綏遠抗戰，国军傅作義部在此和蒙疆军队展开战斗，即著名的“百靈廟大捷”。
中共建政後，于1952年将达尔罕旗和茂明安旗合并组建达尔罕茂明安联合旗，但希拉穆仁镇（时希拉穆仁嘎查）、石宝镇（时红山子乡、石宝乡）、小文公乡等“土默特席勒图”（後山）地系1954年3月6日自土默特旗第七区转移而来。1996年，国务院批准将达尔罕茂明安联合旗由原乌兰察布盟划归包头市管辖，成为其唯一的边境旗县。

## 行政区划
达尔罕茂明安联合旗下辖7个镇、2个乡、3个苏木：
满都拉镇、希拉穆仁镇、百灵庙镇、石宝镇、乌克忽洞镇、明安镇、巴音花镇、达尔罕苏木、查干哈达苏木、巴音敖包苏木、西河乡和小文公乡。

## 人口
根据内蒙古自治区的第七次全国人口普查公报显示：达尔罕茂明安联合旗常住人口为69563人，男性人口占比52.04%，女性人口占比47.96%，年龄结构中0-14岁占比9.71%，15-59岁占比61.4%，60岁以上占比28.89%，65岁以上占比19.34%。
达尔罕茂明安联合旗境内的蒙语系内蒙古方言察哈尔土语，汉语方言主要属于晋语大包片。

## 交通
- 331国道、 335国道过境。

## 特产
达茂马铃薯：中国地理标志产品。